# Liste der Pfarren im Stadtdekanat 17/18/19 (Erzdiözese Wien)
Das Stadtdekanat 17/18/19 ist ein Dekanat im Vikariat Wien Stadt der römisch-katholischen Erzdiözese Wien.
Es wurde am 1. Jänner 2024 durch die Zusammenlegung der Dekanate Stadtdekanat 17, Stadtdekanat 18 und Stadtdekanat 19 errichtet.
Das Dekanat umfasst 15 Pfarren in den Wiener Gemeindebezirken Hernals, Währing und Döbling.

## Pfarren mit Kirchengebäuden und Kapellen
- Ink. … Inkorporation

| Pfarre             | Pfarrverband | Teilgemeinden                                            | Ink.                                        | Seit               | Patrozinium                                | Kirchengebäude und Kapellen |                                         |
| ------------------ | ------------ | -------------------------------------------------------- | ------------------------------------------- | ------------------ | ------------------------------------------ | --- | --------------------------------------- |
| Döbling-St. Paul   |              |                                                          |                                             | 1783               | Hl. Paul                                   | Pfarrkirche: Döblinger Pfarrkirche Kirche zur Heiligen Familie im Karmelitenkloster Döbling, Kirche zur Heiligen Familie im Kloster der Schwestern vom armen Kinde Jesu, Kapelle im Rudolfinerhaus, Elisabethkapelle im Senioren- und Pflegehaus St. Elisabeth der Caritas, Kapelle im Franziskanerinnenkloster St. Leopold  | Döblinger Pfarrkirche                   |
| Dornbach           | Hernals      |                                                          |                                             | 1226               | St. Peter und Paul                         | Pfarrkirche: Pfarrkirche Dornbach Schafbergkirche, Kapelle im Krankenhaus Göttlicher Heiland, St.-Anna-Kapelle, Maria-Einsiedeln-Kapelle Salmannsdorf, Herz-Jesu-Kapelle im Mutterhaus der Missionsschwestern Königin der Apostel                                                                                            |                                         |
| Franz von Sales    |              |                                                          |                                             | 1935               | Franz von Sales                            | Pfarrkirche: Pfarrkirche Krim Filialkirche Glanzing, Kaasgrabenkirche, Kapelle im Seniorenwohnheim Park Residenz Döbling | Pfarrkirche hl. Judas Thaddäus          |
| Gersthof           |              |                                                          |                                             | 1783               | St. Leopold                                | Pfarrkirche: Pfarrkirche Gersthof Johannes-Nepomuk-Kapelle, Kapelle im Orthopädischen Krankenhaus Gersthof | Gersthofer Pfarrkirche                  |
| Grinzing           |              |                                                          | Klosterneuburg (CanReg)                     | 1783               | Hl. Kreuz                                  | Pfarrkirche: Pfarrkirche Grinzing Kapelle zur dreimal wunderbaren Mutter, Königin und Siegerin von Schönstatt | Grinzinger Pfarrkirche                  |
| Heiligenstadt      |              |                                                          | Klosterneuburg (CanReg)                     | um 1150            | Hl. Michael                                | Pfarrkirche: Heiligenstädter Pfarrkirche St. Michael Heiligenstädter Kirche St. Jakob, Raphaelskapelle, Kapelle im Bildungshaus und Studentinnenheim Hohe Warte, Curanum-Bonifatius-Kapelle | Heiligenstädter Pfarrkirche St. Michael |
| Hernals            | Hernals      |                                                          |                                             | vor 1252, neu 1625 | St. Bartholomäus                           | Pfarrkirche: Kalvarienbergkirche | Kalvarienbergkirche                     |
| Kahlenbergerdorf   |              |                                                          | Klosterneuburg (CanReg)                     | um 1250            | Hl. Georg                                  | Pfarrkirche: Pfarrkirche Kahlenbergerdorf Filialkirche Josefskirche am Kahlenberg, Heiligenstädter Kirche St. Jakob | Kahlenbergerdorfer Pfarrkirche          |
| Marienpfarre       |              |                                                          | Redemptoristen (CSsR)                       | 1937               | Maria, Mutter von der immerwährenden Hilfe | Pfarrkirche: Redemptoristenkirche Kapelle in der Caritas-Socialis-Station Geblergasse |                                         |
| Neustift am Walde  |              |                                                          | Klosterneuburg (CanReg)                     | 1783               | Hl. Rochus                                 | Pfarrkirche: Neustifter Pfarrkirche Franz-Borgia-Kapelle im Senioren- und Pflegehaus Franz Borgia der Caritas | Neustifter Pfarrkirche                  |
| Nußdorf            |              |                                                          | Klosterneuburg (CanReg)                     | 1783               | Hl. Thomas                                 | Pfarrkirche: Nußdorfer Pfarrkirche Rektoratskirche Kirche am Leopoldsberg | Nußdorfer Pfarrkirche                   |
| Sievering          |              |                                                          | Klosterneuburg (CanReg)                     | 1330               | Hl. Severin                                | Pfarrkirche: Sieveringer Pfarrkirche Herz-Jesu-Kapelle in der Caritas-Einrichtung für Kinder und Jugendliche Am Himmel | Sieveringer Pfarrkirche                 |
| Sühnekirche        | Hernals      |                                                          | Arnsteiner Patres (SSCC)                    | 1937               | Heiligstes Herz Jesu                       | Pfarrkirche: Herz-Jesu-Sühnekirche Kapelle im Leopold-Ungar-Haus |                                         |
| Unterheiligenstadt |              |                                                          | Oblaten der makellosen Jungfrau Maria (OMI) | 1946               | Maria, Mutter der Gnaden                   | Pfarrkirche: Unterheiligenstädter Pfarrkirche | Unterheiligenstädter Pfarrkirche        |
| Währing            |              | Pötzleinsdorf St. Severin St. Gertrud St. Josef-Weinhaus |                                             | 1226               | St. Gertrud                                | Pfarrkirche: Währinger Pfarrkirche Pötzleinsdorfer Pfarrkirche, Lazaristenkirche, Weinhauser Pfarrkirche, Ägydiuskirche, Muttergotteskapelle, Schulbrüder-Kapelle zum Heiligen Johannes de la Salle, Kirche zur Heiligen Familie im St.-Carolus-Heim, Kapelle im Herz-Mariä-Kloster, Josefskapelle im Caritas-Haus St. Josef | Pfarrkirche St. Gertrud                 |

Zur ehemaligen Pfarre Glanzing (1955–2016) siehe Glanzinger Pfarrkirche.

Zur ehemaligen Pfarre Kaasgraben (1939–2016) siehe Kaasgrabenkirche.

Zur ehemaligen Pfarre Pötzleinsdorf (1783–2021) siehe Pötzleinsdorfer Pfarrkirche.

Zur ehemaligen Pfarre St. Severin (1939–2021) siehe Lazaristenkirche.

Zur ehemaligen Pfarre Weinhaus (1853–2021) siehe Weinhauser Pfarrkirche.

### Diözesaner Entwicklungsprozess
Am 29. November 2015 wurden für alle Pfarren der Erzdiözese Wien Entwicklungsräume definiert. Die Pfarren sollen in den Entwicklungsräumen stärker zusammenarbeiten, Pfarrverbände oder Seelsorgeräume bilden. Am Ende des Prozesses sollen aus den Entwicklungsräumen neue Pfarren entstehen. In den ehemaligen Stadtdekanaten 17, 18 und 19 wurden folgende Entwicklungsräume festgelegt:
- Dornbach, Hernals, Marienpfarre und Sühnekirche
- Gersthof, Pötzleinsdorf, St. Severin, Währing und Weinhaus
- Glanzing, Kaasgraben und Krim (am 1. Jänner 2016 zur Pfarre Franz von Sales zusammengelegt)[4]
- Grinzing, Heiligenstadt, Kahlenbergerdorf, Neustift am Walde, Nußdorf, Sievering und Unterheiligenstadt
  - Subeinheit 1: Grinzing und Heiligenstadt
  - Subeinheit 2: Neustift am Walde und Sievering
  - Subeinheit 3: Kahlenbergerdorf, Nußdorf und Unterheiligenstadt
- Döbling-St. Paul